# Petits soldats
 (octobre 2013).
Si vous disposez d'ouvrages ou d'articles de référence ou si vous connaissez des sites web de qualité traitant du thème abordé ici, merci de compléter l'article en donnant les références utiles à sa vérifiabilité et en les liant à la section « Notes et références ».

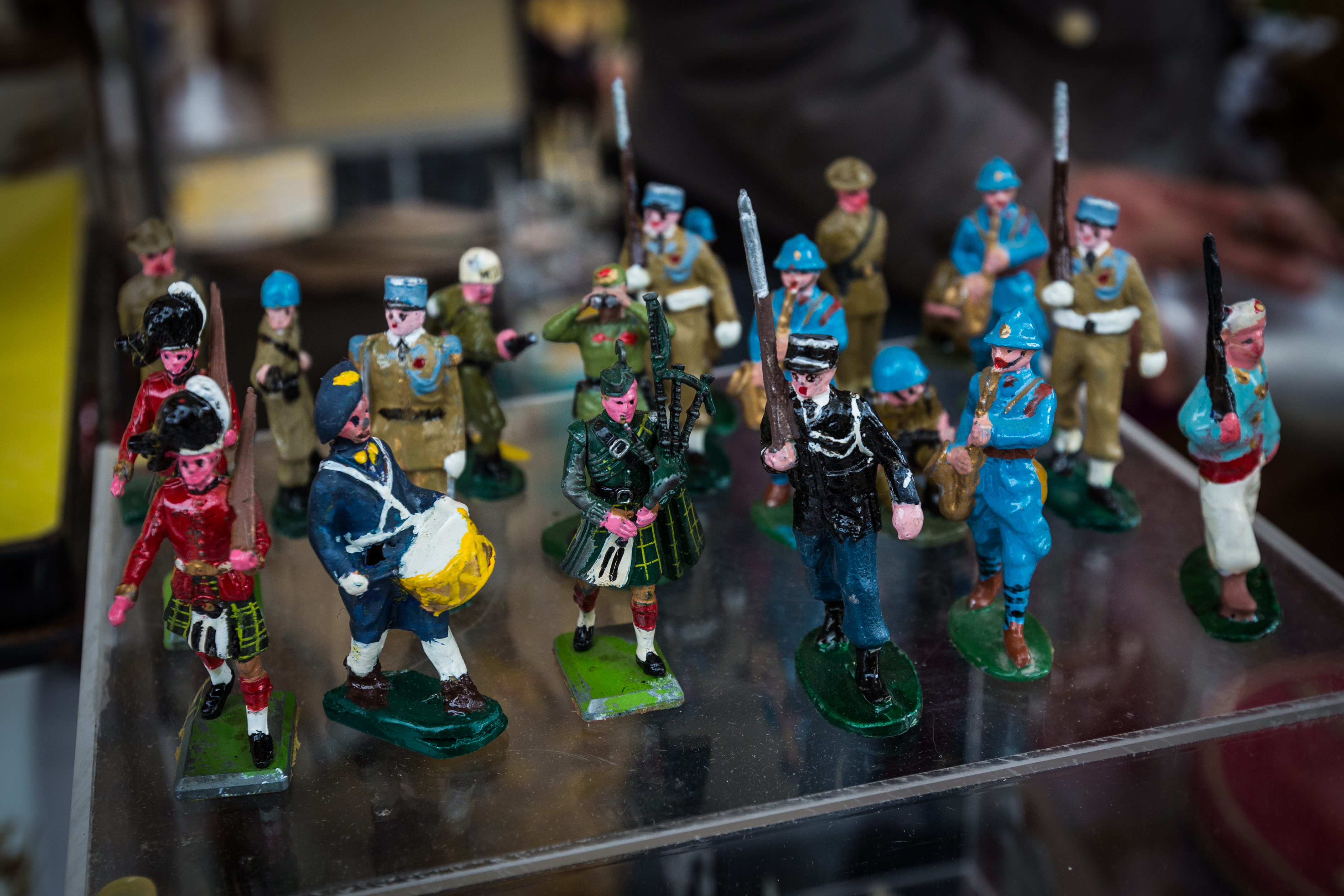
Soldats de plomb chez un brocanteur de Strasbourg.

Les petits soldats sont des figurines militaires servant à jouer, fabriquées selon les époques, en papier, en plomb, en étain, en tôle, en matériaux de composition, en aluminium ou en plastique.
Selon les périodes et les fabricants, il existe de grandes constantes dans les armées représentées (armée napoléonienne, guerres coloniales, Première et Seconde Guerre mondiale, guerre de sécession).

## Introduction historique

### Origines

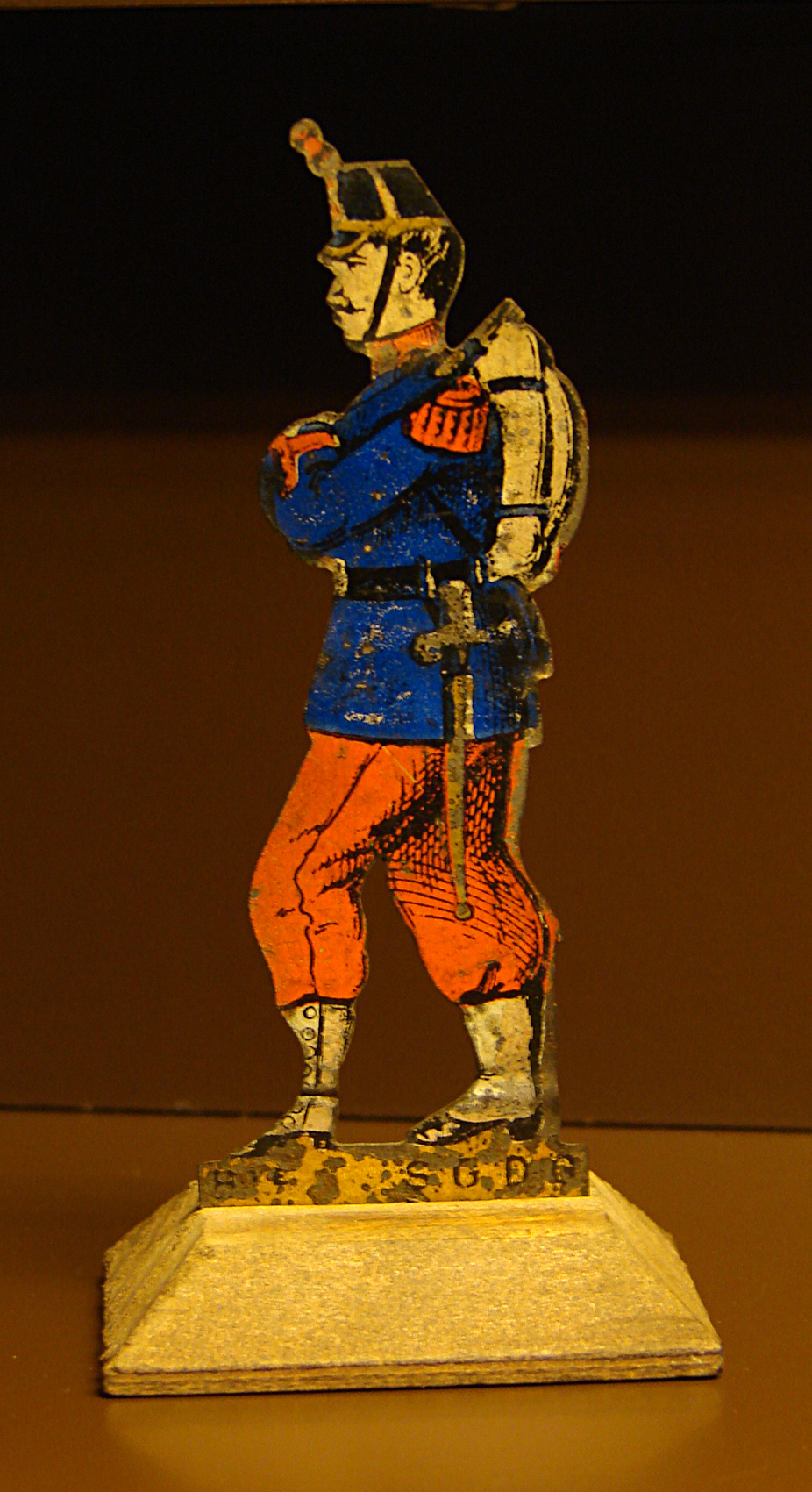
Fantassin de la IIIe République, papier sur tôle découpée, Potier fabricant, vers 1880. – Musée de la figurine historique, Compiègne.

Les premiers petits soldats sont nés à la fin du xie siècle de la tradition des soldats, en France et en Allemagne principalement ,alors que ces pays n'existaient pas encore. Au cours du XIXe siècle, de nombreux fabricants allemands, principalement dans la région de Nuremberg, ont commencé à produire des soldats plats en étain. Il était compliqué de mouler des figurines en ronde bosse parce que l'étain et le plomb pur sont trop malléables, ce qui rendait les soldats fragiles. Ce n'est que durant le dernier tiers du XIXe siècle que des fabricants français comme CBG et allemands comme Heyde eurent l'idée d'utiliser un alliage de plomb, d'antimoine et de bismuth, déjà connu en balistique, pour réaliser des sujets en plomb plein dont la malléabilité était suffisamment faible pour permettre des manipulations répétées. En 1893, un entrepreneur anglais, William Britain, mit au point une technique qui permettait de fabriquer des figurines en plomb creux, hollow cast, ce qui permit de réduire sensiblement les coûts et rendit le petit soldat extrêmement populaire.

### L'entre-deux-guerres
Après le premier conflit mondial, les principales firmes produisant des soldats de plomb développèrent leur production. Britain continuait à produire ses jouets en plomb creux, imité par des dizaines de fabricants dans le monde. Heyde et CBG offraient des catalogues de plus en plus fournis tandis que d'autres expérimentaient de nouveaux matériaux. L'Allemand Hausser avait mis au point, dès 1904, un procédé de fabrication au départ d'une matière formée de sciure de bois, de colle et de kaolin. Ses Komposition Figuren pouvaient être fabriquées à très bas prix. Durant les années 1920 et 1930, sa firme Elastolin, bientôt rejointe par Lineol et de nombreux autres imitateurs, inonda le marché mondial de ses figurines représentant les troupes allemandes ainsi que les principales armées du monde. Le procédé inspira des sociétés étrangères comme Confaloniere-Chialu en Italie ou Durso en Belgique.
En France, la société Quirin lança une production de soldats en aluminium représentant principalement les armées françaises.

### Le triomphe du plastique
C'est dès l'immédiat après-guerre que les matières plastiques se répandirent dans l'industrie. Un précurseur de Hong-Kong nommé Zang créa dès les années 1940 une série de figurines en plastique d'une très grande qualité. Britain, qui était toujours à l'affût de la nouveauté, signa un accord avec lui et absorba sa société dès le début des années 1950, créant ainsi sa filiale Herald. Ceci permit à Britain de conserver le leadership dans la production mondiale de figurines. En 1966, la production de soldats de plomb creux fut arrêtée.
Parallèlement, des sociétés françaises s'étaient lancées dans la production de soldats en plastique. Jim et Clairet commercialisaient des figurines de très belle qualité durant les années 1950 et 1960, mais c'est surtout la firme Starlux, créée par Pierre Beffara, qui parvint à s'imposer sur les marchés européens grâce à la qualité et à la diversité de ses productions.

## Les soldats en papier
Les petits soldats en papiers sont nés dans le droit fil de la tradition des imagiers. En France, c'est à Épinal et à Strasbourg que l'art du soldat en papier se développa durant le XIXe siècle. Souvent imprimés en planches à découper, ils étaient parfois contrecollés sur du carton.

Les « Petits soldats de Strasbourg »
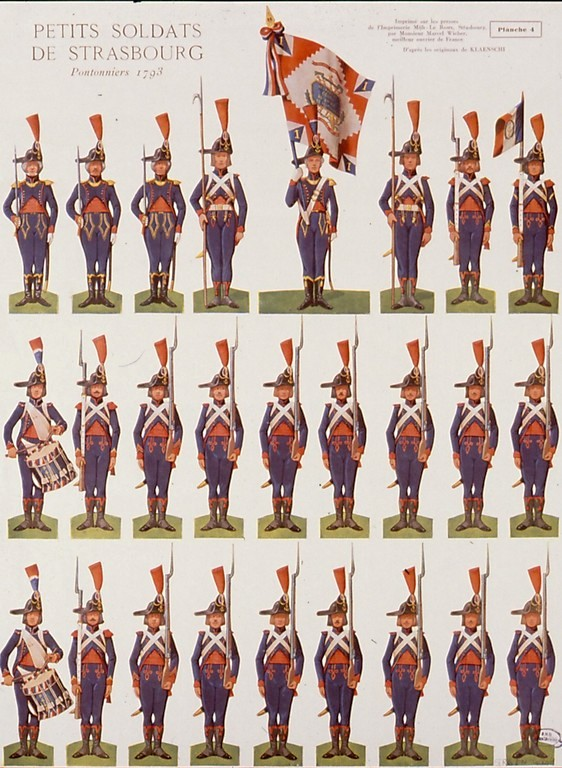
Petits soldats de Strasbourg. Pontonniers 1793.
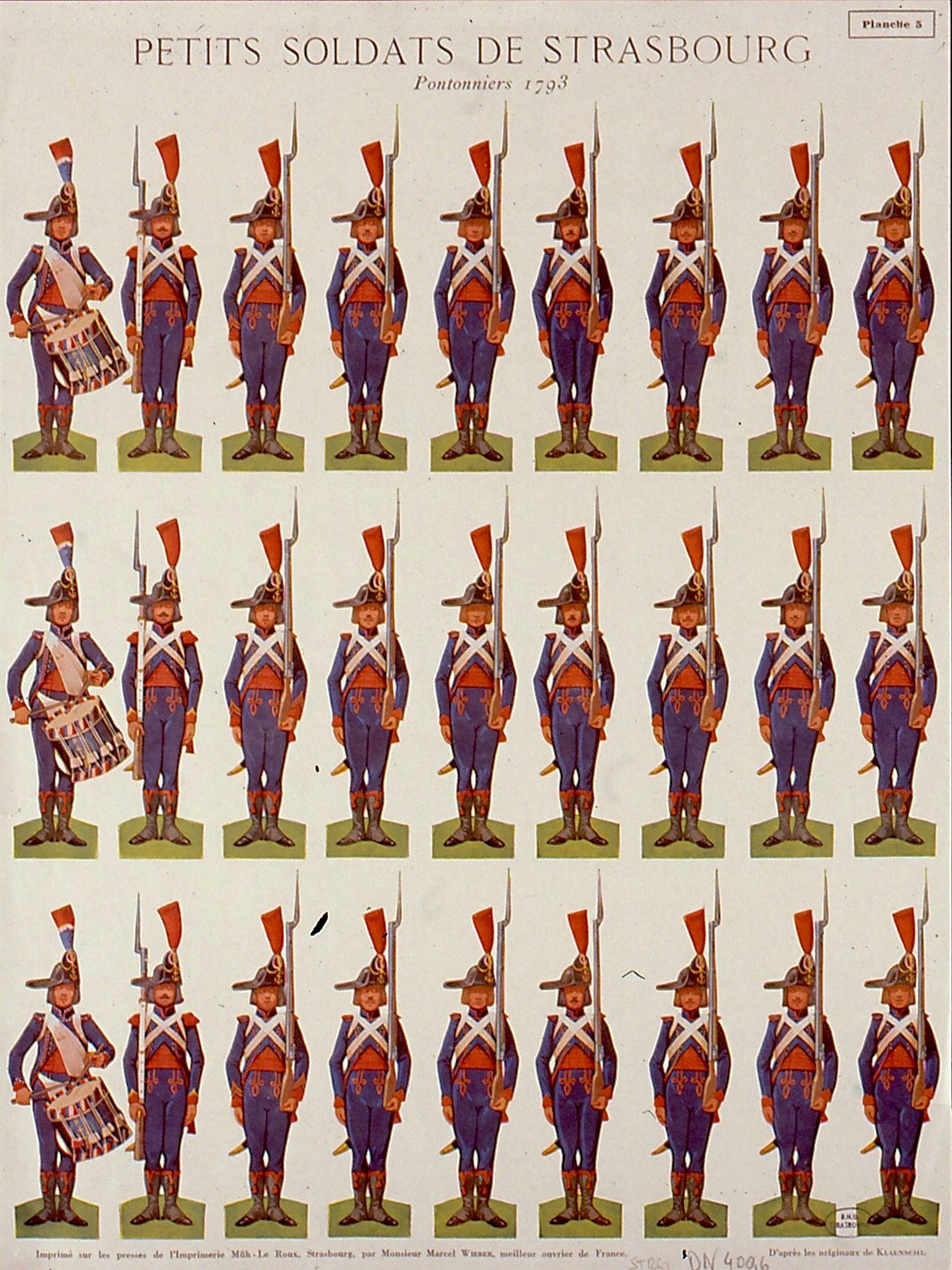
Petits soldats de Strasbourg. Pontonniers 1793.
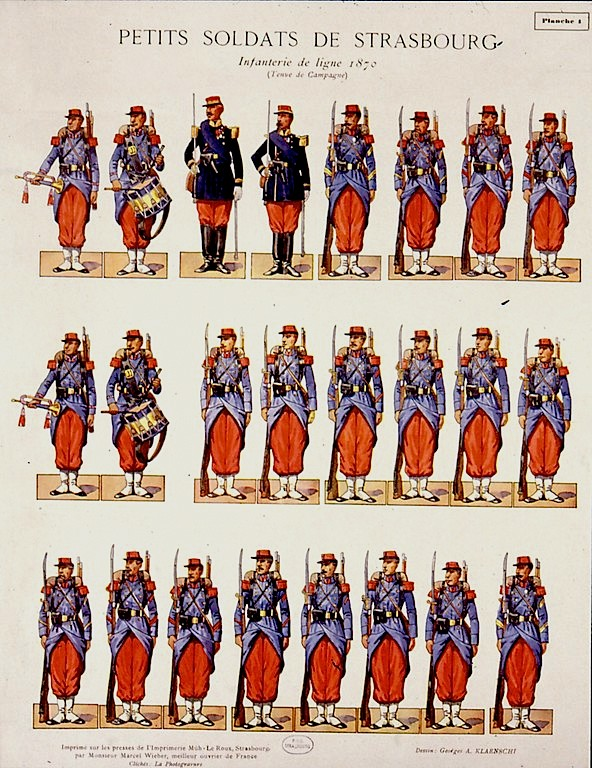
Petits soldats de Strasbourg. Infanterie de ligne 1870.

## Les soldats en plomb

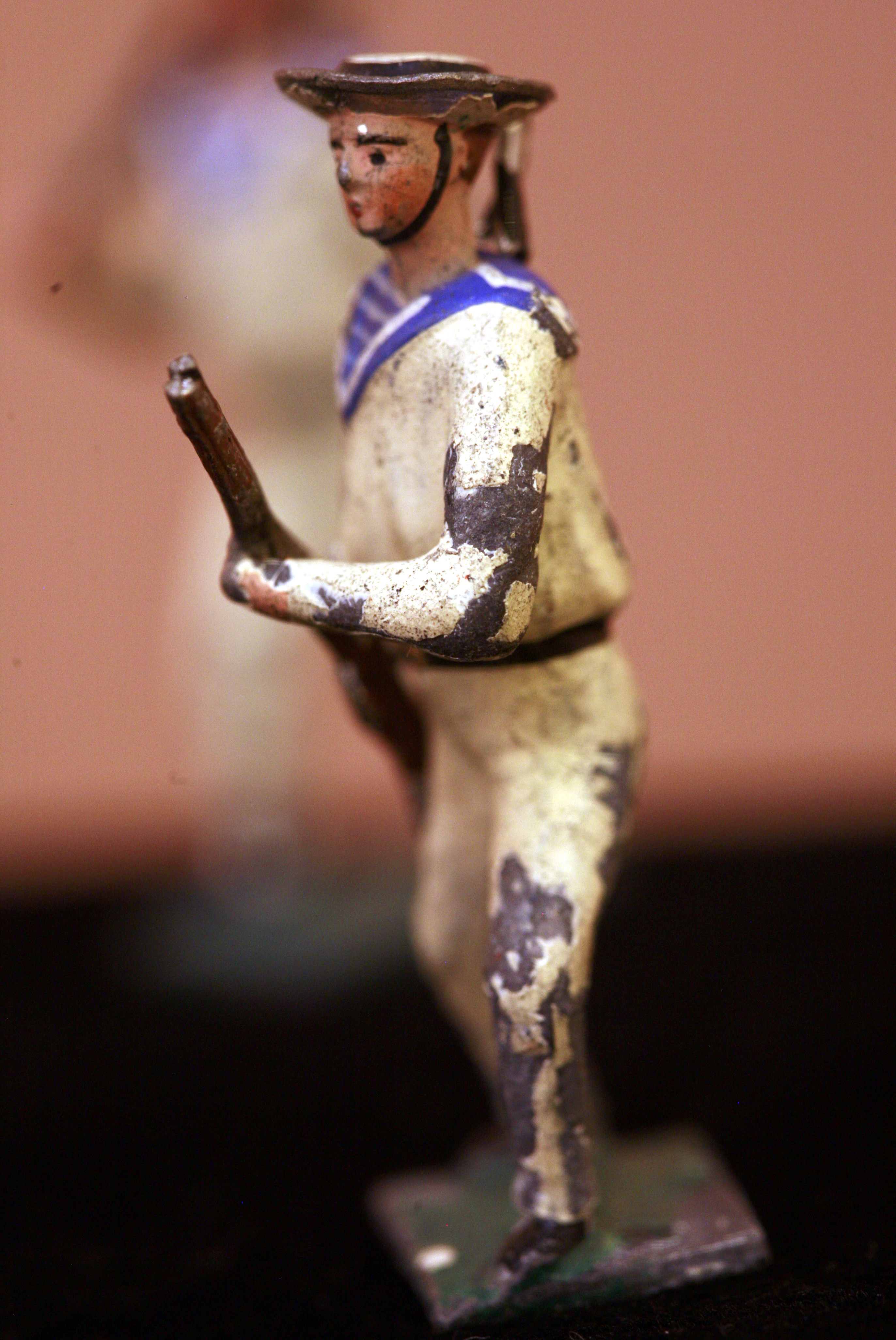
Marin en plomb des guerres sino-françaises au XIXe siècle.

Les figurines demi-plates (ou en demi-ronde bosse) sont apparues en Allemagne où elles fleurissent dans la seconde moitié du XIXe siècle. Comme leur nom l’indique, elles sont plus épaisses et peuvent donc comporter plus de détails. Elles sont également plus volumineuses et possèdent une plus forte teneur en plomb que les figurines plates.
Bien que les Nuremberg et les demi-plates soient suggestives et pleines de charme, on discerne leur manque de réalisme (de même que pour les soldats de papier) ce qui fait que les enfants les aiment relativement peu.
D’où l’idée de réaliser des figurines en 3 dimensions (appelées ronde-bosse) très semblables à des statuettes et reproduisant avec plus de fidélité la figure humaine mais aussi l’uniforme.
Le fondeur Lucotte sera longtemps en France le maître des soldats dits de plomb (en réalité, on utilise un alliage plus dur dans lequel rentre de l’antimoine, semblable à celui des caractères d’imprimerie).
La concurrence se manifeste en 1850 avec l’apparition des maisons Cuberly, Blondel et Gerbeau, dont la marque CBG puis CBG Mignot se distingue par le rappel sur les boîtes rouge et or de leurs soldats, des nombreuses médailles d’or gagnées au cours des expositions universelles.
Aux environs de 1893, grâce au fabricant anglais Britain, il se produit une importante innovation, l’apparition du modèle ronde-bosse creux, portant la marque de jonction des deux parties du moule. Nécessitant moins de métal, cela permit de réduire sensiblement les coûts et rendit le petit soldat extrêmement populaire.
La qualité des soldats en plomb plein ou en plomb creux de la marque Britain, s’améliorant au fur et à mesure que sortent les nouveautés, fait que Britain devient le premier fabricant de soldats jouets du monde.
De nombreuses sociétés commercialisent (ou ont commercialisé) des figurines, parmi lesquelles :
- CBG Mignot
- Starlux

## Les soldats en étain

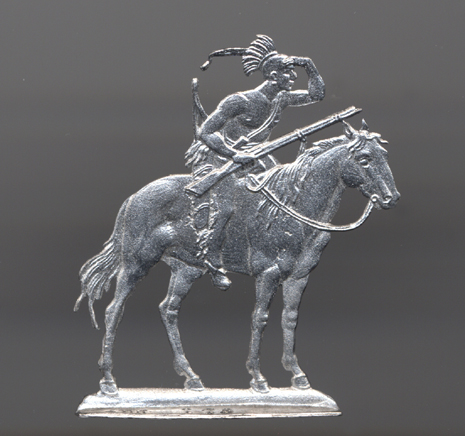
Cavalier indien en plats d’étain avant mise en couleurs.

## Les soldats en plastique
Les soldats en plastique sont équipés d'une variété d'armes, la plupart du temps de la Seconde Guerre mondiale à la guerre du Vietnam. Ceux-ci comprennent, des fusils, des mitrailleuses, des fusils mitrailleurs, des fusils de sniper, des pistolets, des grenades à main, des lance-flammes, des mortiers et des bazookas. Il peut également être soudé radios, dragueurs et baïonnettes. Les casques sont les plus âgés de style « pot » qui ont été donnés aux soldats américains du milieu à la fin du XXe siècle. Les soldats en plastique sont parfois emballés avec un équipement supplémentaire, tels que des chars d'assaut (souvent sur la base du M48 Patton), jeeps, aéroglisseurs armés, artillerie, hélicoptères, avions à réaction et fortifications. Leurs véhicules sont généralement fabriqués à plus petite échelle, pour économiser sur les coûts de production et d'emballage. Certains soldats ont des mines terrestres du navigateur.

## Taille et format
Généralement, les soldats de plomb mesurent 54 mm ou 90 mm, mais certains vont jusqu'à 180 mm.  
Pour mesurer un soldat, on part de la terrasse (le socle) jusqu'aux yeux de la figurine.